# 幽灵行者
《幽灵行者》是一款由One More Level、3D Realms、Slipgate Ironworks开发，All In! Games和505游戏发行的动作游戏。它于2020年10月面向Microsoft Windows、PlayStation 4和Xbox One发行，于2020年11月面向任天堂Switch发行，随后于2021年9月面向PlayStation 5和Xbox Series X/S发布了次世代版本。Amazon Luna版本于2021年4月发行。2022年3月3日发布了名为《幽灵行者：赫尔计划》的扩展包。其续作《幽灵行者2》于2023年10月26日发售。

## 玩法
作为幽灵行者杰克，玩家必须通过冲刺、跳跃、跑墙等技巧穿越危险的环境。玩家还会遇到需要谨慎应对的敌人。游戏中，杰克与绝大多数敌人均被设计为一击即死。杰克可以使用名为感官增强的机制来减慢时间，从而在空中躲避和偏转子弹。随着玩家在故事中的进展，杰克将解锁新的能力和升级。玩家可以在网格界面使用形似四联骨牌的部件来激活这些能力和升级。

## 开发
波兰开发商One More Level与3D Realms合作开发了这款游戏。该游戏使用虚幻引擎4制作，支持NVIDIA的RTX技术。开发计划在Gamescom 2019上公开。2020年5月6日至13日在Steam上提供了demo版本。
游戏在发布前收到了积极的评价。福布斯称这款游戏是《泰坦天降》、《冤罪殺機》和《Superhot》的混合体。
PC Gamer的Andy Chalk称这款游戏是《镜之边缘》和《冤罪殺機》的混合体。
该游戏于2020年10月27日由All In! Games和505 Games发布，适用于Microsoft Windows、Xbox One和PlayStation 4。
Nintendo Switch 版本于2020年11月10日发布。
PlayStation 5和Xbox Series X/S版本于2021年9月28日发布。
2021年4月6日还提供了适用于Amazon Luna的版本。

## 发行
| 汇总媒体   | 得分                                                       |
| ---------- | ---------------------------------------------------------- |
| Metacritic | PC: 81/100 PS4: 76/100 XONE: 76/100 NS: 73/100 PS5: 78/100 |

| 媒体                    | 得分   |
| ----------------------- | ------ |
| Destructoid             | 8.5/10 |
| Edge                    | 5/10   |
| GameSpot                | 7/10   |
| IGN                     | 8/10   |
| Jeuxvideo.com           | 17/20  |
| Nintendo Life           | 6/10   |
| 任天堂世界报道          | 8.5/10 |
| 英国PlayStation官方杂志 | 8/10   |
| PC Gamer美国            | 81/100 |

Metacritic的数据表示《幽灵行者》获得了“普遍好评”。

### 销售量
截至2021年5月13日，游戏已售出600000份。

## 续作
2021年5月13日，505 Games的母公司Digital Bros宣布面向Microsoft Windows、PlayStation 5和Xbox Series X/S平台的《幽灵行者2》正在开发中。《幽灵行者2》的预告片已于2022年11月4日的游戏两周年直播和Steam动态中发布。